# نزار وتد
نزار وتد هو كاتب سيناريو ومنتج وفنان هيب هوب أمريكي. تخرج  من جامعة جورج واشنطن في عام 2002 وعمل كصحفي.، بدأ  تعاونه المستمر مع هاني أبو أسعد، مخرج فيلم الجنة الأن المرشح لجائزة الأوسكار والحائز على جائزة الغولدن غلوب.
تم توظيفه من قبل شركة والت ديزني بيكتشرز لكتابة سيناريو أول فيلم للشركة باللغة العربية، المتحدين، تم إصداره في عام 2012.

## الموسيقى
بدأ نزار وشقيقه الأصغر بدر في ممارسة موسيقى الراب الحرة أثناء نشأتهما في جونسون سيتي بولاية تينيسي. قاموا بتشكيل فرقة  الفلسطينيين، وفي عام 2003 أصدروا ألبومًا بعنوان Self Defined، وكانت كلماته تعكس مجموعة واسعة من القضايا المعاصرة، ولا سيما وضع الفلسطينيين.
واصل نزار الأداء إلى جانب صديقه وزميله القديم عمر شكاكي، الذي شارك معه في إنتاج شريط الأغاني عام 2006. تعاونوا أيضًا مع الشاعر مارك جونزاليس  في أداء محاضرة شفهية بعنوان بروكلين تنبض لشوارع بيروت.

## روابط خارجية
- Nizar Wattad على موقع IMDb (الإنجليزية)